# Tomaspisina
Tomaspisina is een geslacht van halfvleugeligen uit de familie schuimcicaden (Cercopidae). De wetenschappelijke naam van dit geslacht is voor het eerst geldig gepubliceerd in 1909 door Distant.

## Soorten
Het geslacht Tomaspisina omvat de volgende soorten:
- Tomaspisina frontalis (Walker, 1858)
- Tomaspisina fuliginosa Nast, 1950
- Tomaspisina rubromarginata Nast, 1950